# Oscar Range
Oscar Range är en bergskedja i Australien. Den ligger i delstaten Western Australia, omkring 1 800 kilometer nordost om delstatshuvudstaden Perth.
Omgivningarna runt Oscar Range är i huvudsak ett öppet busklandskap. Trakten runt Oscar Range är nära nog obefolkad, med mindre än två invånare per kvadratkilometer. Genomsnittlig årsnederbörd är 823 millimeter. Den regnigaste månaden är januari, med i genomsnitt 236 mm nederbörd, och den torraste är augusti, med 1 mm nederbörd.